# Giáo hoàng Urbanô VIII
Giáo hoàng Urbanô VIII (Latinh: Urbanus VIII) là vị giáo hoàng thứ 235 của Giáo hội Công giáo.
Theo niên giám tòa thánh năm 1806 thì ông đắc cử Giáo hoàng năm 1623. Niên giám tòa thánh năm 2003 xác định ông đắc cử Giáo hoàng ngày 6 tháng 8 năm 1623, ngày khai mạc chức vụ mục tử đoàn chiên chúa là ngày 29 tháng 9 và ngày kết thúc triều đại của ông là ngày 29 tháng 7 năm 1644.

## Trước khi thành giáo hoàng
Giáo hoàng Urbanus VIII sinh tại Florence vào đầu tháng 4 năm 1568 với tên thật là Maffeo Barberini. Ông xuất thân từ gia đình quý tộc Barberini ở Florentia, ông mồ côi cha lúc còn rất trẻ.
Được mẹ đưa đến Rôma, ông được giao phó cho chú ông là Francesco Barberini, đệ nhất lục sự tông tòa trông coi. Ông được giáo dục ở học viện Rôma, trường có uy tín do các tu sĩ Dòng Tên điều hành, trước khi theo học luật ở đại học Pisa.
Năm 1589, sau khi đậu tiến sĩ ông vào giáo triều Rôma làm người thảo văn thư và thẩm trình viên ở Tòa án tối cao pháp viện tòa thánh. Năm 1592, giáo hoàng Clêmentê VIII bổ nhiệm ông làm thống đốc Fano, rồi đệ nhất lục sự tông tòa.
Năm 1601, ông được bổ nhiệm làm đặc sứ tòa thánh để trình vua Pháp Henri IV những lời chúc mừng của Giáo hoàng về việc sinh Louis XIII.
Ngày 20 tháng 10 năm 1604, ông trở lại Paris với tư cách là khâm sứ tòa thánh và tổng Giám mục theo hiệu tòa Nadarét.
Ngày 11 tháng 11 năm 1606, Paul V nâng ông lên chức hồng y. Từ năm 1608 đến 1617, ông nhận trách nhiệm mục vụ ở Spolète trước khi trở về lại giáo triều làm bộ trưởng tối cao pháp viện tòa thánh.

## Giáo hoàng
Ngày 6 tháng 8 năm 1623, khi giáo hoàng Grêgôriô XV qua đời, cơ mật viện đã bầu ông lên làm Giáo hoàng với 50 phiếu trên 55. Ông lấy tên là Urbanô VIII.

## Cai quản giáo hội
Một trong những hành động đầu tiên của ông là dành riêng cho Rôma quyền phong chân phước và cấm ba hào quang trong các hình ảnh thể hiện nghệ thuật cho những người không được phong thánh hoặc không được phong chân phước.

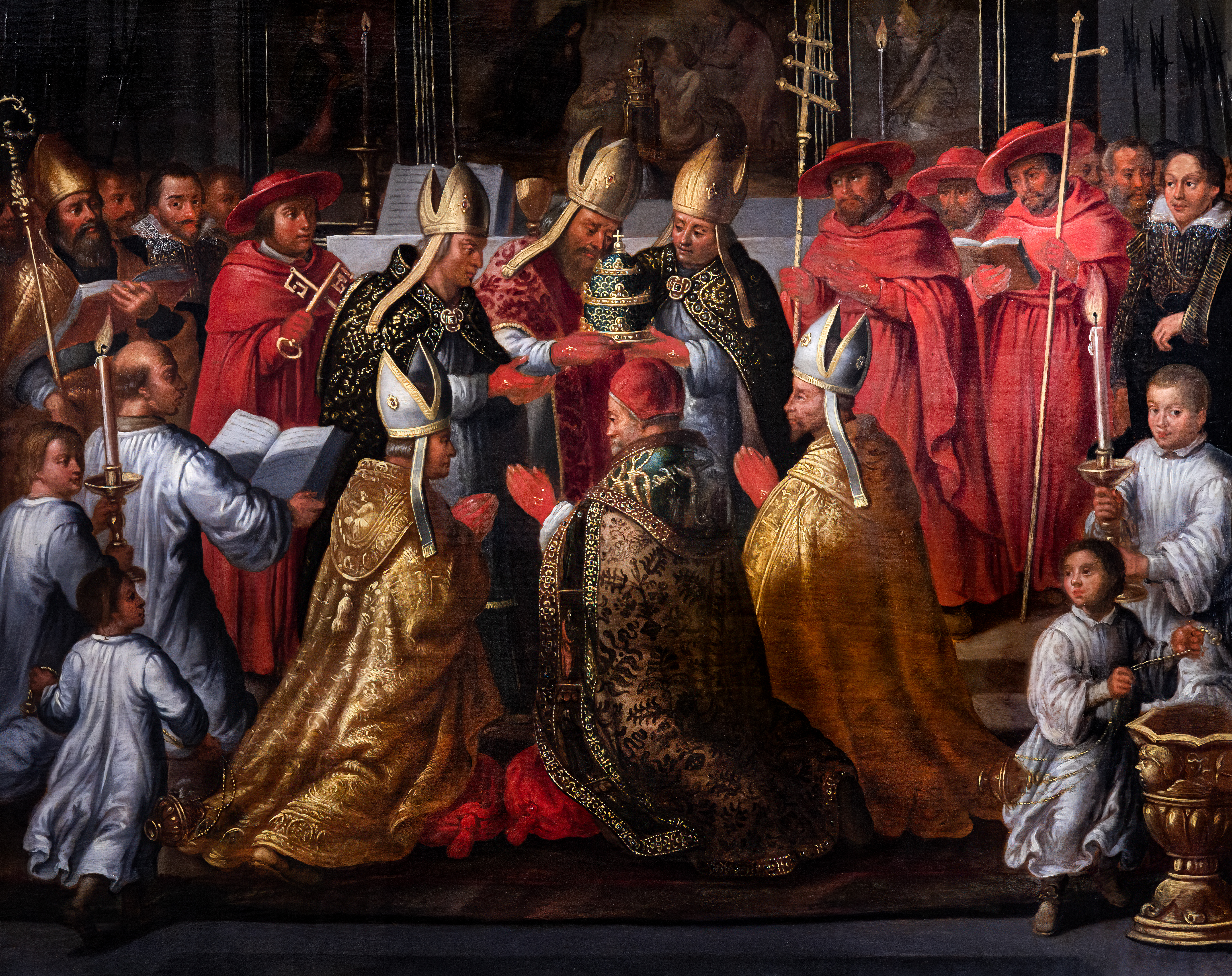
Lễ đăng quang của giáo hoàng Urbanus VIII.

Trong bối cảnh phản cải cách và đấu tranh chống lại Tin lành, vào giai đoạn quyết định của chiến tranh Ba Mươi Năm (guerre de Trente Ans), Giáo hoàng đã cố gắng vô ích trong việc tách Richelieu ra khỏi Gustave Adolphe và mang lại hoà bình.
Phái Jansénius bắt đầu dưới triều Giáo hoàng của ông (1643, lên án quyển Augustinus) và ông cố gắng vô ích để làm cho người ta tôn trọng lệnh cấm khai mào những tranh luận về ân sủng đã được Phaolô V đưa ra. Với sự giúp đỡ của giáo phái Jésuite, ông đã tiêu diệt tín đồ Tin Lành ở xứ Bohême. Ông thực hiện công việc soạn sách Nghi Thức Giáo hoàng, các Giờ Kinh Phụng Vụ và một sắc lệnh về thủ tục các cuộc phong thánh. Ông cũng là vị Giáo hoàng cuối cùng thực hiện việc mở rộng các lãnh thổ Giáo hoàng.

### Gia đình trị
Ông là một người có tài và học thức, nhưng ông cũng mắc phải chứng gia đình trị cực đoan một tục lệ khá thịnh hành vào thời kỳ đó. Vị cựu khâm sứ ở Paris này đã nâng chính sách gia đình trị lên hàng thể chế, nhưng dầu sao cũng không để cho gia đình mình ảnh hưởng đến việc cai trị mục vụ của mình.
Sau khi được bầu ít lâu, ông đã bổ nhiệm cháu của mình là Francesco làm hồng y, rồi làm quản thủ thư viện Vatican và cuối cùng là phó trưởng ấn. Một người khác trong các cháu của ông là Antonio cũng được bổ nhiệm làm hồng y rồi trở thành hồng y nhiếp chính cuối cùng là tổng tư lệnh quân đội Giáo hoàng. Một người cháu thứ ba, Taddeo cũng được bổ nhiệm làm hồng y rồi làm thái thú Rôma.

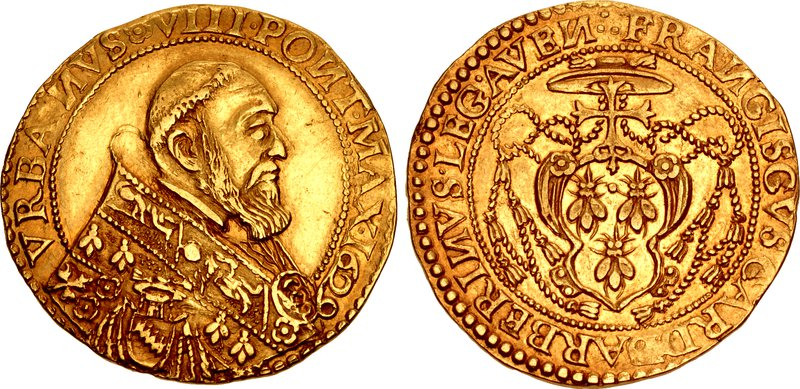
Đồng quadrupla (phần tư) bằng vàng đúc tại Avignon năm 1629.

Gia đình Barberini đã gom góp rất nhiều của cải dưới triều Giáo hoàng của Urbanô VIII nhưng họ sẽ phải chịu nhiều nỗi đắng cay dưới triều các Giáo hoàng tiếp theo.

### Truyền giáo và lễ nghi Trung Hoa
Ông cũng ưu đãi những công việc truyền giáo và sáng lập nhiều giáo phận trong các xứ đang được phúc âm hóa. Năm 1627, ông thành lập Trường Truyền giáo (Collège de la Propagande) và khai triển các việc truyền giáo.
Năm 1633, ông phê chuẩn Hội dòng Thừa Sai (Congrégation de la Mission) (Thánh Vinh Sơn Phaolô) mặc dầu có sự chống đối của những người chung quanh ông, vì các hội các linh mục.
Vấn đề lễ nghi Trung Hoa đã làm sôi động lịch sử truyền giáo Á- đông suốt thế kỷ XVII sang tiền bán thế kỷ XVIII. Một vấn đề đã được đem ra tranh luận giữa những nhà thần học nổi tiếng nhất và làm bận tâm đến 10 vị Giáo hoàng. Vấn đề đặt ra là: được phép hay không được phép cho giáo dân Trung Hoa giữ những lễ nghi vốn có trong gia đình nhất là việc thờ cúng tổ tiên.
Urban VIII trao việc này cho tòa truy tà thuộc Bộ thánh vụ, nghiên cứu từng điều do linh mục thừa sai Morales đệ trình. Công việc chưa được giải quyết thì Giáo hoàng qua đời.

### Vấn đề linh mục Robert de Nobili
Urbano VIII là người đã chấp nhận những thích nghi của Linh mục Robert de Nobili (SJ, 1577-1656) cho dù có nhiều thừa sai phản đối và tố cáo về Roma. Vị linh mục này đến Ấn Độ năm 1605 và Manduré (miền Nam) suốt nửa thế kỷ.

Ông này học tiếng Tamul và tiếng Phạn. Ông ăn mặc như một sa-môn kitô giáo (đeo dây Samyasi), theo mẫu các nhà tu hành Ấn giáo. Ông hòa mình vào lối sống Bà-la-môn để giảng đạo cho họ. Phân biệt được những tập tục xã hội và tôn giáo, ông cho các tân tòng được giữ thói tục xã hội và của giai cấp như búi tóc (kudumi), giây quàng... Trong nghi thức rửa tội, ông bỏ bớt những gì người Ấn Độ khó chịu như thổi hơi, chấm nước miếng.

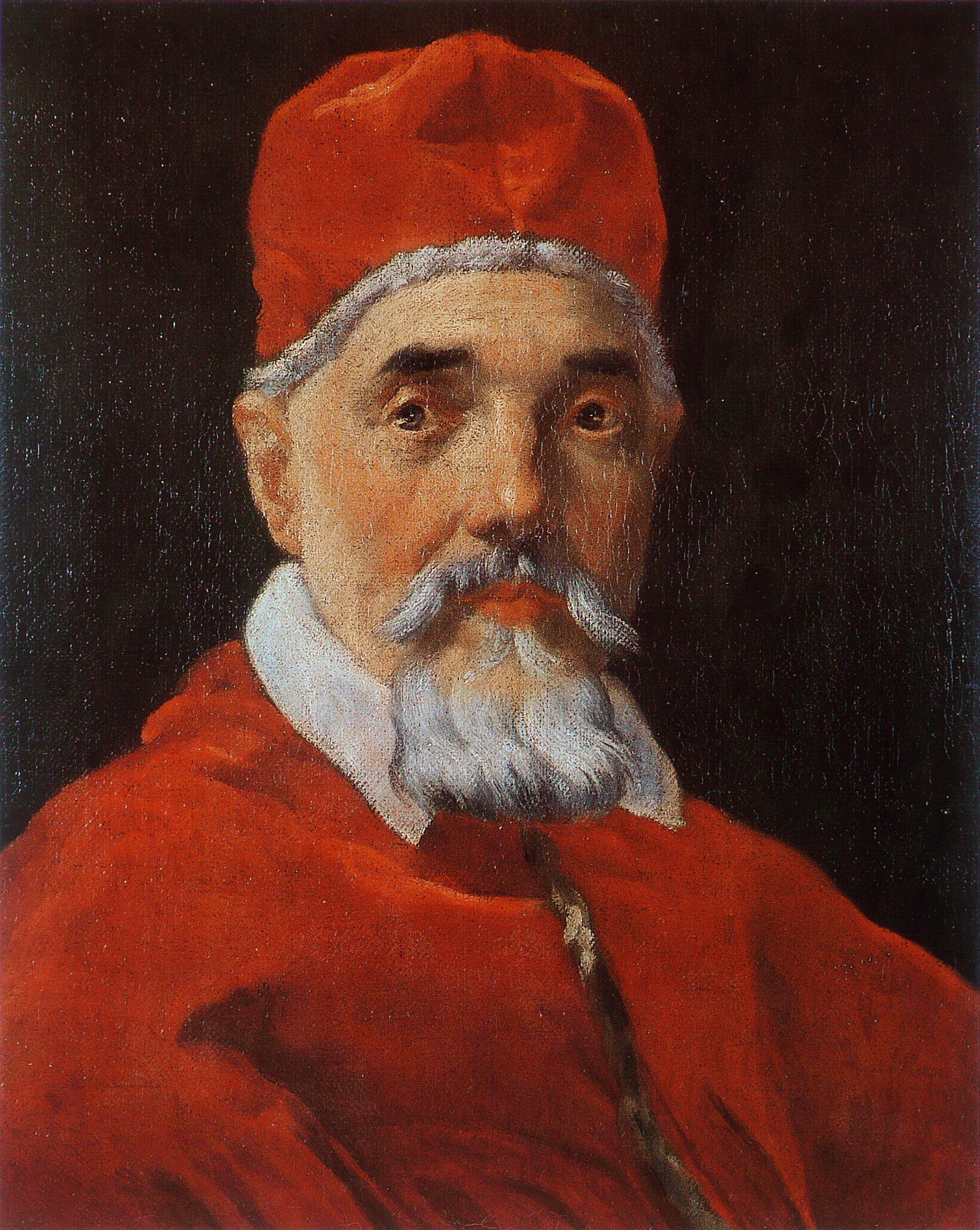
Giáo hoàng Urbanus VIII khoảng năm 1631–1632 bởi Gian Lorenzo Bernini.

### Năm thánh 1625
Năm thánh 1625 được tổ chức dưới triều Urbanô VIII. Trong tình trạng biến loạn lúc bấy giờ tại châu Âu do Cuộc Chiến Ba Mươi Năm giữa Công giáo và Tin Lành. Urbanô VIII đã ra lệnh cấm mang vũ khí và bạo động tại Rôma.
Đồng thời để ngăn ngừa một trận dịch ở miền Nam nước Ý có thể lan tràn đến Rôma, Urbanô VIII cũng đã thay thế việc viếng Đền thờ Thánh Phaolô ngoại thành bằng việc viếng Nhà thờ Thánh Maria ở Trastevere.
Như thế, đây là lần đầu tiên, những ai vì bệnh hoạn hay tù đày vẫn có thể hưởng hiệu quả thiêng liêng của Năm Thánh mà không phải đến Rôma. Biến cố này cũng thay đổi sâu xa ý niệm về ân xá mà ban đầu liên kết với việc hành hương Rôma.

### Vụ Galilê
Urbanô VIII bị tấn công và bị cáo giác giữa hội nghị các hồng y ngày 8 tháng 3 năm 1632. Một bè đảng các giám chức thân Tây Ban Nha do hồng y Borgia hướng dẫn đã trách ông là quá nhu nhượng đối với những người lạc giáo, phe Barberini lâm vào hoàn cảnh rất khó khăn.
Mặt khác những tố cáo nghiêm trọng về những hậu quả thần học mặc nhiên của các luận án của Galillê bị các tu sĩ dòng Tên đưa ra tòa thánh vụ. Từ ngày 23 tháng 9 năm 1632 đến ngày 22 tháng 6 năm 1633 diễn ra vụ Galilê mà lúc kết thúc tòa thẩm tra đã đạt được sự lên án và sự thề bỏ của nhà bác học Florentia.
Nếu sự tố cáo được chứng minh, thì tình bằng hữu nối kết Giáo hoàng người Florentia với nhà bác học có thể thực sự làm hại đến thanh danh của Giáo hoàng. Việc xuất bản quyển Dialogo của Galilê đã dịp cho vụ kiện này. Ông giảm án cho Galileo từ tù chung thân xuống sống lưu vong tại biệt thự của ông ở Arcetri, gần Florence. Năm 1462, Giáo hoàng đã lên án quyển sách Augustinus của Jansenius.

### Xây dựng tòa thánh
Urbanô VIII cũng là một nhà xây dựng lớn. Khâm phục Barberini Bernin, ông yêu cầu ông này hoàn thành cung điện Barberini do Carlo Maderno và Francesco Borromini khởi công.
Ông cũng đặt ông này làm cái tán nhô ra trên bàn thờ Giáo hoàng của vương cung thánh đường thánh Phêrô (năm 1633). Đồng thau cần thiết cho công trình xây dựng của ông được lấy ra từ mái đền Panthéon, do đó có câu danh tiếng này: Quod non fecerunt Barbari, fecerunt Barberini (điều mà Barbari đã không làm thì gia đình Barberini đã làm).
Năm 1602, ông khánh thành vương cung thánh đường mới. Ông cũng cho xây công sự cho lâu đài thiên thần và biến Civitavecchia thành cảng quân sự. Là mạnh thường quân quan trọng ông ủng hộ các nghệ sĩ như các họa sĩ Nicolas Poussin và Claude Lorrain. Cũng chính ông năm 1635 đã bổ nhiệm Athanasius Kircher vào học viện Rôma.
Ông qua đời ngày 29 tháng 7 năm 1644 ở Rôma.